# مانويل سانشيز كيويستا
مانويل سانشيز كيويستا (بالإسبانية: Manuel Sánchez Cuesta)‏ هو فيلسوف وكاتب إسباني، ولد في 13 مايو 1942 في San Martín del Castañar ‏ في إسبانيا.